# Ширани (округ)
Ширани́ (урду ضلع شیرانی‎, англ. Sherani District) — один из 30 округов пакистанской провинции Белуджистан. Административный центр — город Рага.
До 2006 года округ Ширани входил в состав округа Зхоб.

## География
Площадь округа — 2 710 км². На севере и востоке граничит с Федерально управляемыми племенными территориями, на западе — с территорией Афганистана, на юге — с округом Жоб.

## Административно-территориальное деление
Округ состоит их одного одноимённого техсила и 7 союзных советов.

## Население
По данным переписи 1998 года, население округа составляло 81 684 человека, из которых мужчины составляли 52 %, женщины — соответственно 48 %. На 2009 год уровень грамотности населения (от 10 лет и старше) составлял 41 %. Средняя плотность населения — 30,1 чел./км². В национальном составе преобладают представители различных пуштунских племён.